# Anna Spitz
Anna Spitz, pseudonimo di Anna Shpitz (Gerusalemme, 15 aprile 1988), è una cantante, attrice e doppiatrice israeliana.

## Biografia
Nata in Israele, ha iniziato la sua carriera professionale nel musical The Sound of Music. Più tardi, dopo il suo trionfo a Bravo Israel, rappresentò il suo paese al Bravo Bravissimo italiano, un prestigioso concorso internazionale per giovani talenti.
Diplomata alla The Jerusalem Academy of Music and Dance, la Spitz mette in mostra un repertorio vario che spazia dalla musica classica a quella popolare.
Dopo il servizio nell'esercito israeliano come cantante solista, ha iniziato ad esibirsi in cerimonie ufficiali, presso il governo israeliano, la residenza presidenziale e l'Università Ebraica di Gerusalemme, tra gli altri. Durante le sue tournée in tutto Israele, Anna rappresenta il suo paese conducendo progetti musicali all'estero, concerti con orchestre sinfoniche, big band e speciali collaborazioni internazionali.
Nel 2016 ha registrato l'album Song of Land con il professor Menachem Wiesenberg, per l'Israel Music Institute. L'album è stato inviato come concerto dal vivo da rinomati festival e ha ottenuto recensioni entusiastiche. Nel 2017 è stata invitata dalla Israel Philharmonic Orchestra a cantare come solista in un'opera del noto compositore israeliano Yoni Rechter.
La Spitz ha doppiato i personaggi principali dei film d'animazione delle più grandi case cinematografiche 20th Century Fox e Disney: La sirenetta 2, Anastasia e Annaluise & Anton. Nel 2019 ha contribuito con la sua voce alla colonna sonora del film We Die Young, diretto da Jean-Claude Van Damme.